# Produkty szybkozbywalne

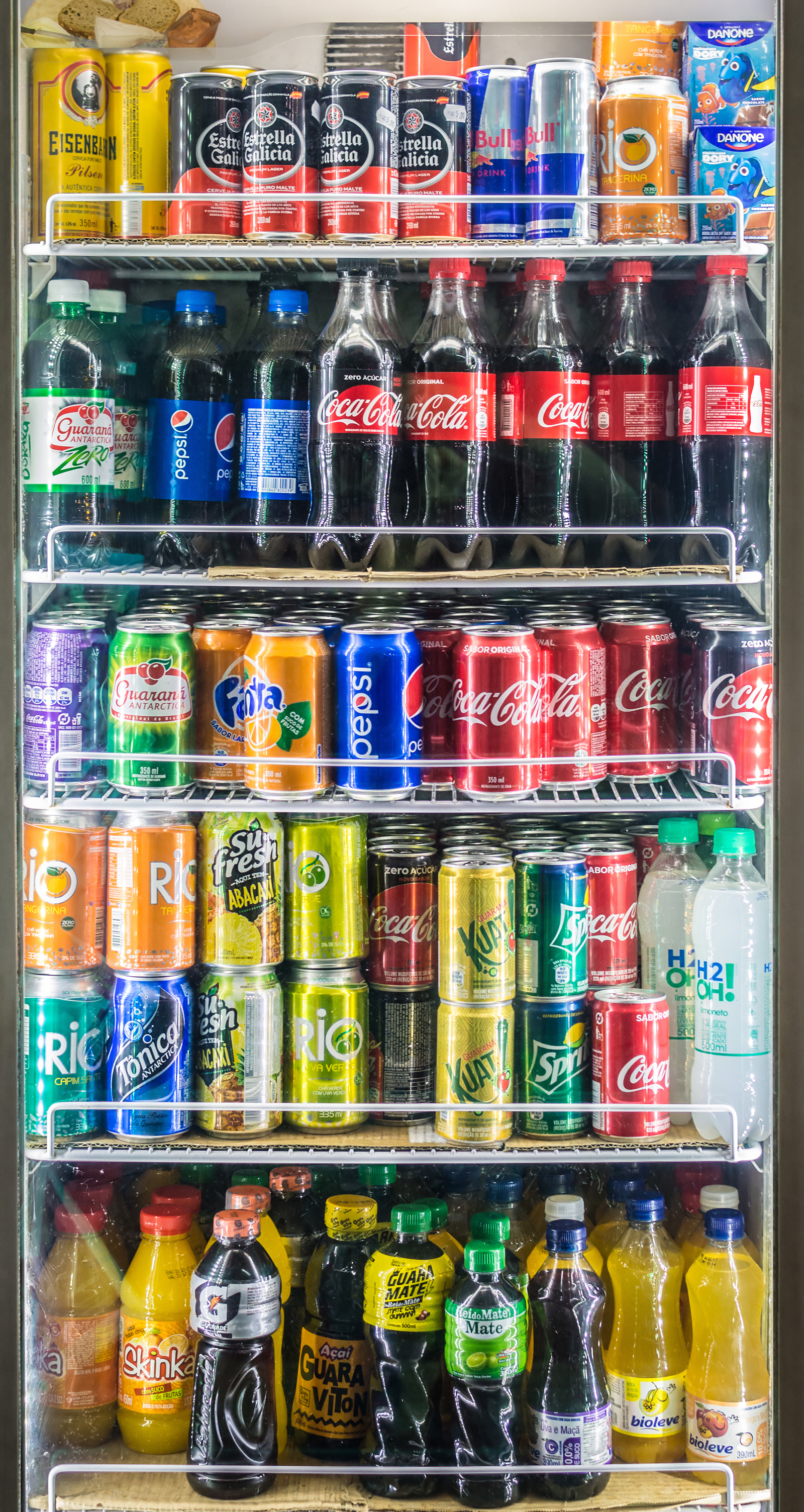
Przykład produktów FMCG w postaci napojów

Produkty szybkozbywalne, dobra szybkozbywalne, produkty szybkorotujące (ang. FMCG, fast-moving consumer goods) – produkty sprzedawane często i po względnie niskich cenach. Przykładami dóbr z tej branży są artykuły spożywcze i środki czystości.
Wartość rynku produktów szybkozbywalnych w Polsce została oszacowania w 2016 r. przez analityków PKO BP na 255 mld zł. Natomiast w roku 2021 została oszacowana na 201 mld zł.
Najwięksi producenci w branży produktów szybkozbywalnych działający na polskim rynku to m.in. Grupa Mokate, Maspex Wadowice, Nestlé, Procter & Gamble, Unilever, Mondelēz International i The Coca-Cola Company.

## Cechy szczególne rynku produktów szybkozbywalnych
- duże zróżnicowanie produktów
- względnie niskie ceny
- duży wolumen sprzedaży
- małe marże
- duża liczba kanałów dystrybucji

Wielkość sprzedaży w tym sektorze jest blisko powiązana z wielkością zatrudnienia i zarobków w poszczególnych krajach.